# 林雲渓
林 雲渓（林 雲谿、はやし うんけい、本名：林 勇、1903年（明治36年）1月6日 - 1990年（平成2年）9月11日）は、日本画家。徳島県麻植郡鴨島町（現吉野川市）出身。

## 経歴
1984年（昭和59年）に南画に優れた功績を挙げた第一人者として徳島県文化賞を受賞。
四国八十八箇所11番札所である藤井寺本堂の天井絵には雲渓の描いた雲龍が描かれている。30畳ほどの大きさがあり、繊細な線と睨みをきかせた迫力のある顔が薬師如来を守つているかのように見える。
現在、鴨島町の吉野川市立森山小学校に雲渓の記念碑が建てられている。